# Kollunder Wald

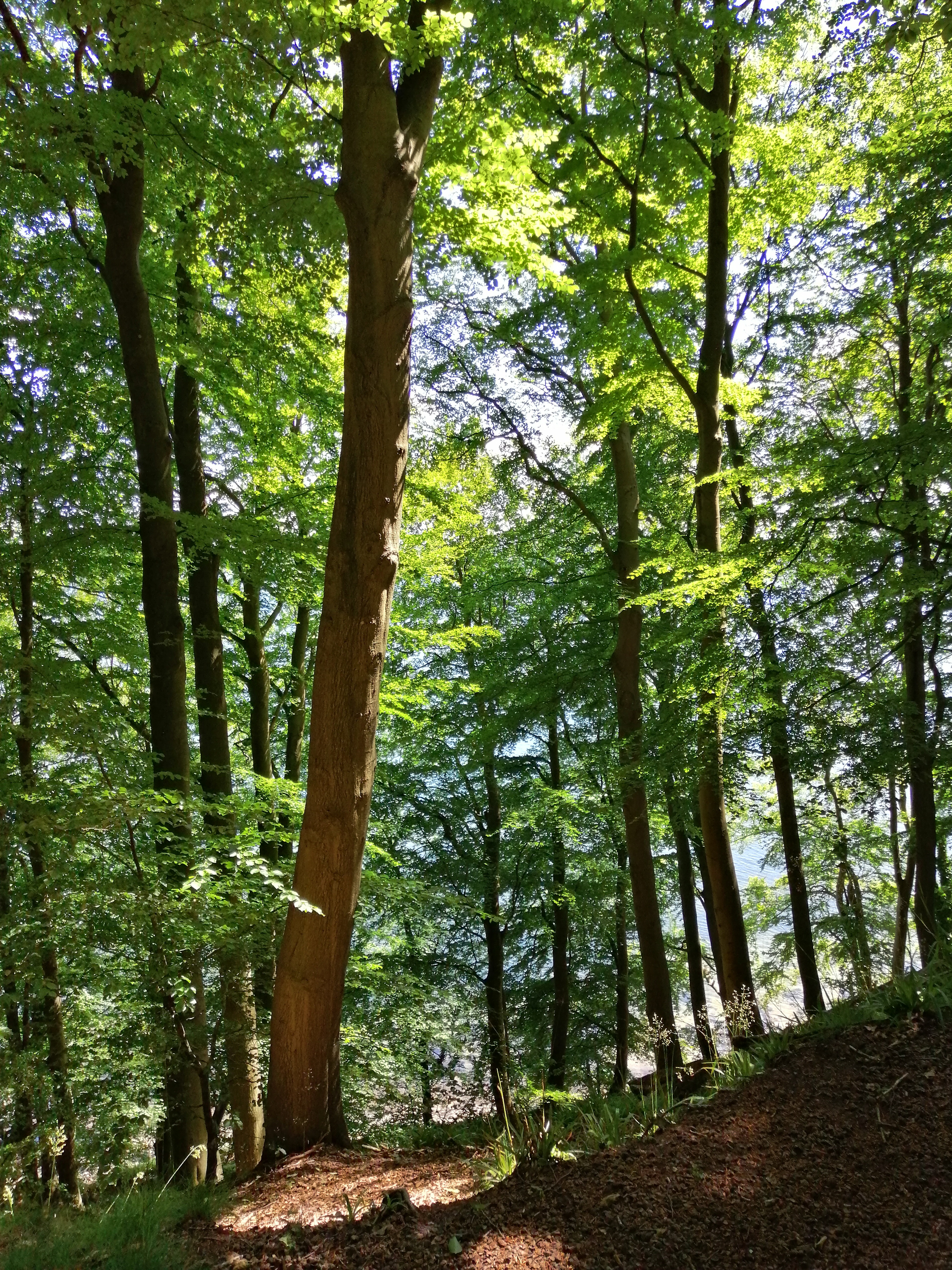
Kollunder Wald mit Steilküste zur Flensburger Förde

Der Kollunder Wald (dänisch: Kollund Skov sowie Flensborg Byskov) ist ein etwa 130 Hektar großer Forst, der an der Flensburger Förde (dänisch: Flensborg Fjord) zwischen den Dörfern Kruså und Kollund in Dänemark liegt. Seit Oktober 2017 gehört der Forst Den Danske Naturfond
.

## Beschreibung

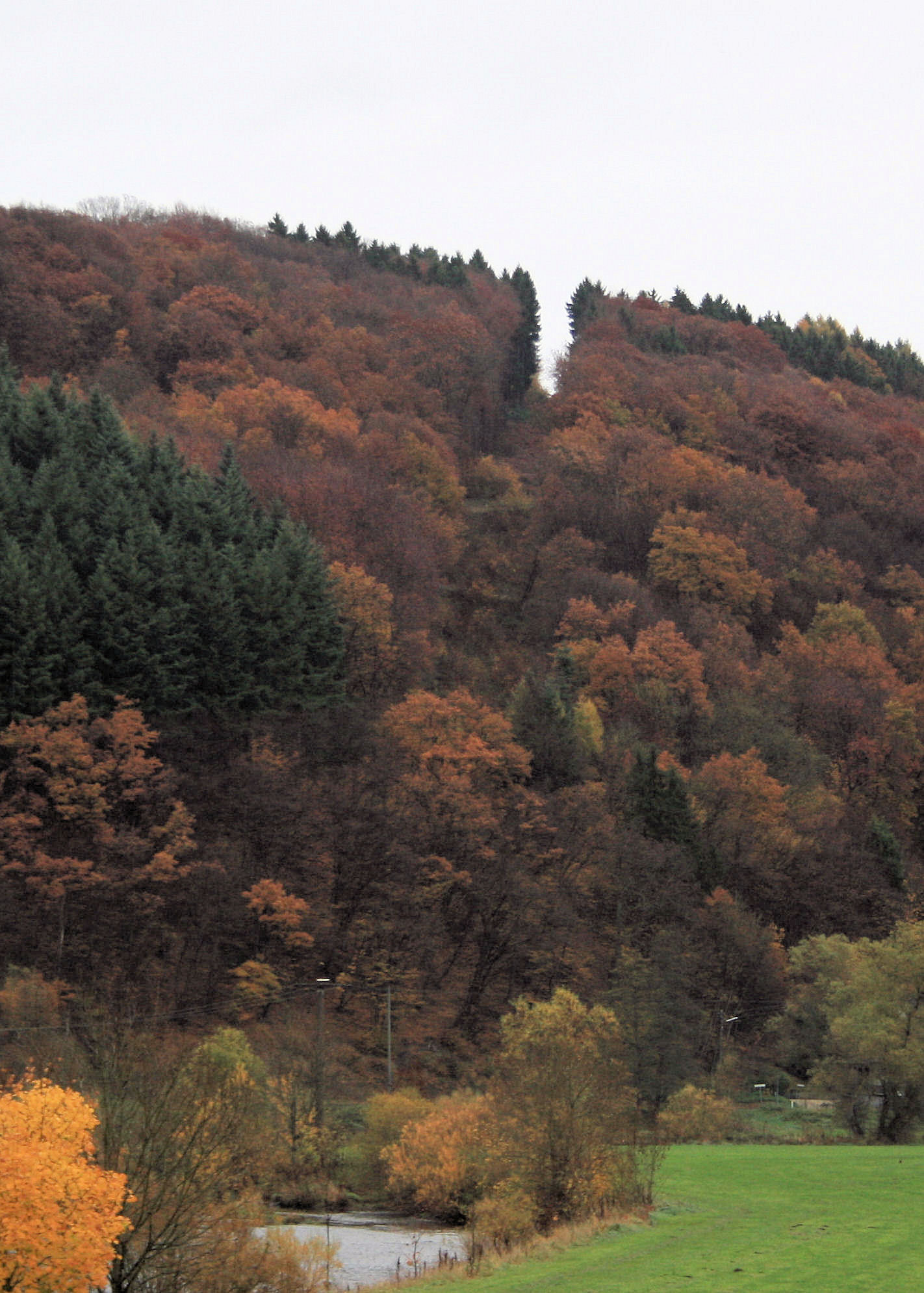
Frisch geschlagene Schneise im Kollunder Wald

Typisch für den Kollunder Wald ist eine hügelige Landschaftsform, die ebenso wie die Wälder auf der deutschen Seite der Flensburger Förde durch die Weichsel-Kaltzeit geprägt worden ist. Neben der unmittelbaren Nähe zum Strand sind steile Hänge für den Kollunder Wald kennzeichnend.
Von Natur her ein Laubmischwald, wurden auch hier im Laufe der Jahrhunderte von Menschen raschwüchsige Nadelholzarten angepflanzt, wie beispielsweise die Sitkafichte aus Nordamerika.
Der Wald bietet, neben seiner Artenvielfalt und der Nähe zur Förde, ein ausgeprägtes Wegenetz und dient sowohl dänischen als auch deutschen Bürgern als Naherholungsgebiet. Außer einer kleinen Grillanlage gehören zahlreiche Bänke zu den Erholungseinrichtungen.
Ebenfalls in Nähe des Kollunder Waldes befindet sich das ökologisch wertvolle Krusau-Tunneltal sowie der Klueser Wald mit dem Erholungswald Wassersleben.

## Geschichtliches
Im 19. Jahrhundert stand der Kollunder Wald kurz vor seiner völligen Rodung. Daraufhin kaufte die Stadt Flensburg 1883 auf Initiative von Ernst Maria Großheim (1832–1880) den Forst mit dem Ziel, den Wald zu erhalten.
Nach dem Zweiten Weltkrieg wurden alle kommunalen deutschen Liegenschaften in Dänemark zwangsenteignet, mit Ausnahme des Kollunder Waldes. 75 Hektar des Kollunder Forstes waren somit weiterhin Eigentum der Stadt Flensburg und wurden von der zuständigen Stadtförsterei bewirtschaftet. Die übrige Fläche gehörte dem dänischen Staat bzw. privater Hand.
2006 beschloss der Rat der Stadt Flensburg aufgrund seiner schlechten Finanzlage den Verkauf des Kollunder Waldes. Ein erster Versuch, den Wald an den dänischen Staat zu verkaufen, scheiterte.

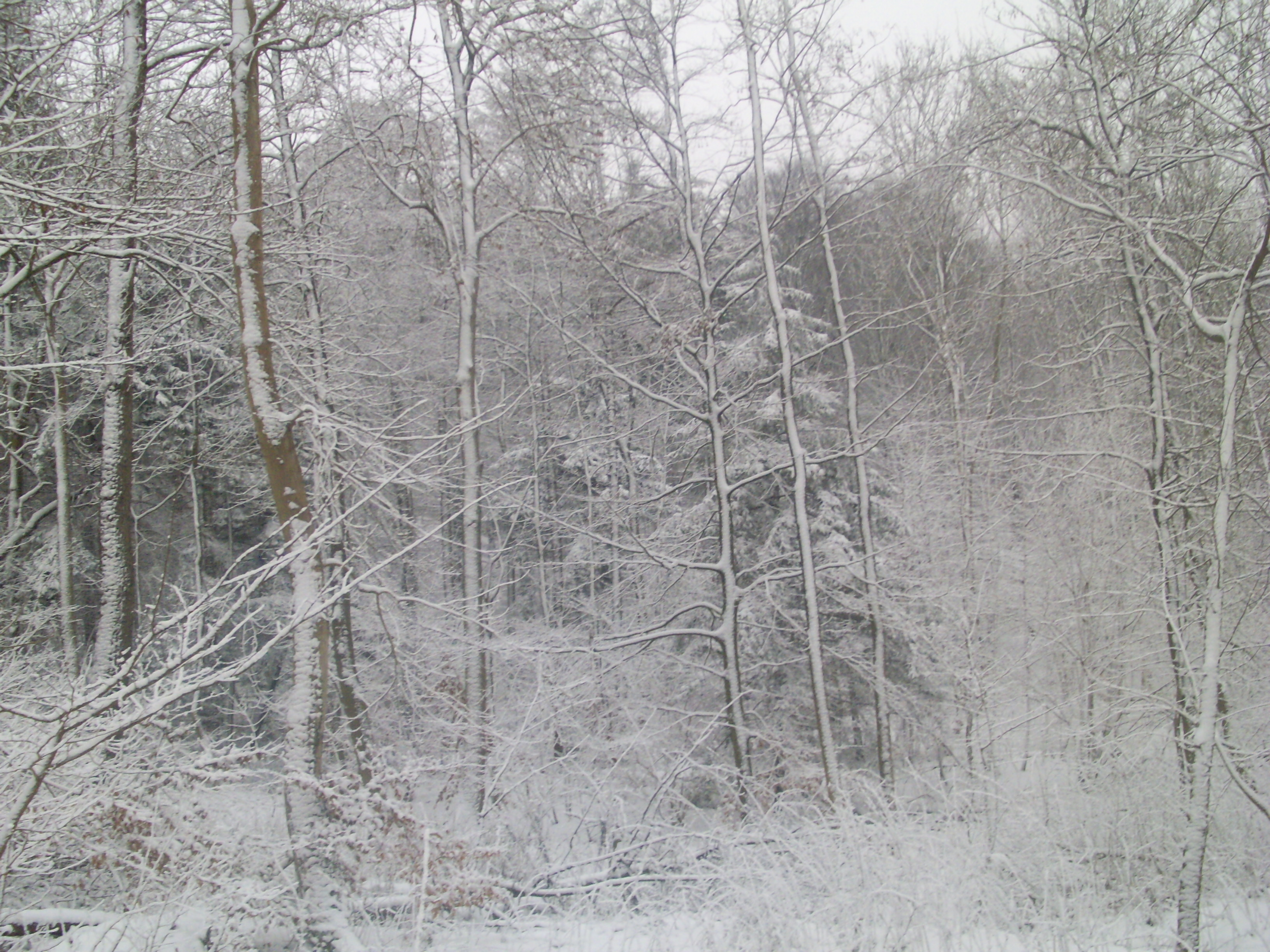
Winter im Kollunder Wald

Als Kaufpreis wurden 1,2 Mio. Euro veranschlagt; neue Interessenten waren der Flensburger Verschönerungsverein, der mit Spenden die Kaufsumme zu finanzieren versuchte und einen Verkauf an eine Privatperson verhindern wollte, sowie ein dänischer Geschäftsmann. Schließlich erhielt der dänische Privatmann den Zuschlag. Seither befinden sich die 75 Hektar in Privatbesitz.
2012 scheiterte die Flensburger Wählergemeinschaft Flensburg wählen! mit einer Initiative, den Wald als Gesamtpaket von 130 Hektar zu einem Preis von 22,5 Millionen Kronen (etwa 3 Mio. Euro) durch die Stadt Flensburg kaufen zu lassen.
Die Organisation Den Danske Naturfond hat im Oktober 2017 den Kollunder Wald erworben und möchte daraus ein grenzenloses Naturparadies machen. Der Wald gilt in Dänemark als einzigartig, weil er durch seine südliche Lage viele Tier- und Pflanzenarten beherbergt, die aufgrund des Klimas in nördlichen Landesteilen nicht vorkommen. Für 16,75 Millionen Kronen hat Den Danske Naturfond den Wald nach eigenen Angaben übernommen. Das Gesamtbudget beträgt 20 Millionen Kronen. Teile des Waldes sollen unberührt bleiben, andere Abschnitte werden einer Renaturierung unterzogen, ehe auch sie sich quasi selbst überlassen werden. Mit dem Kauf und der ursprünglichen Gestaltung des Waldes erhoffen sich Naturfond und die Kommune Apenrade eine Aufwertung des insgesamt 74 km langen Gendarmenpfads, der durch den Kollunder Wald führt.
Die Aufwertung des Kollunder Waldes durch eine weitere Entwicklung von einem Nadel- zu einem Laubwald und einer besseren Erlebbarkeit durch einen Ausbau des Wegenetzes und einfache Rast- und Übernachtungsmöglichkeiten soll im Jahr 2018 angegangen werden.

## Sonstiges

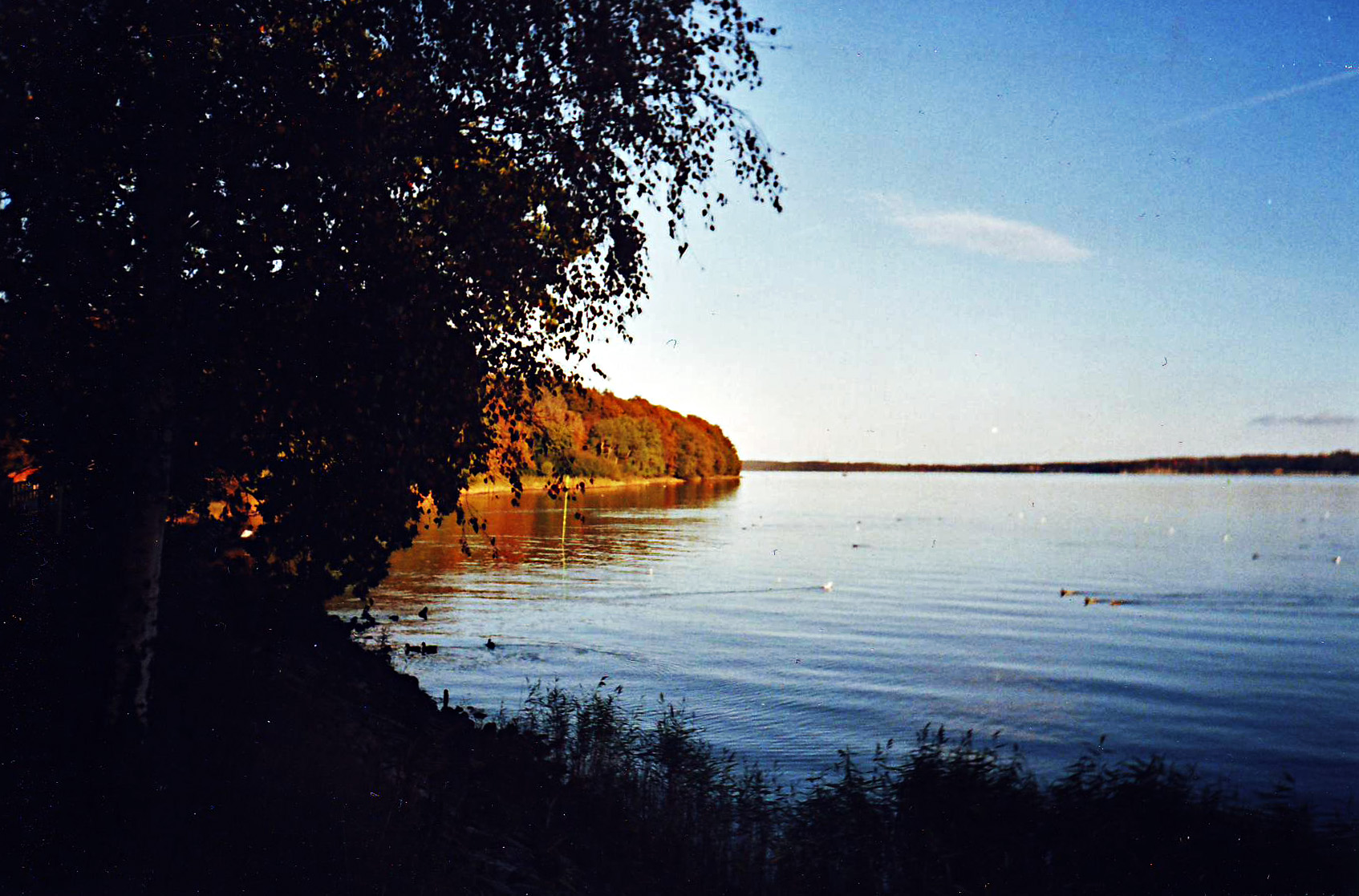
Impression Kollunder Wald

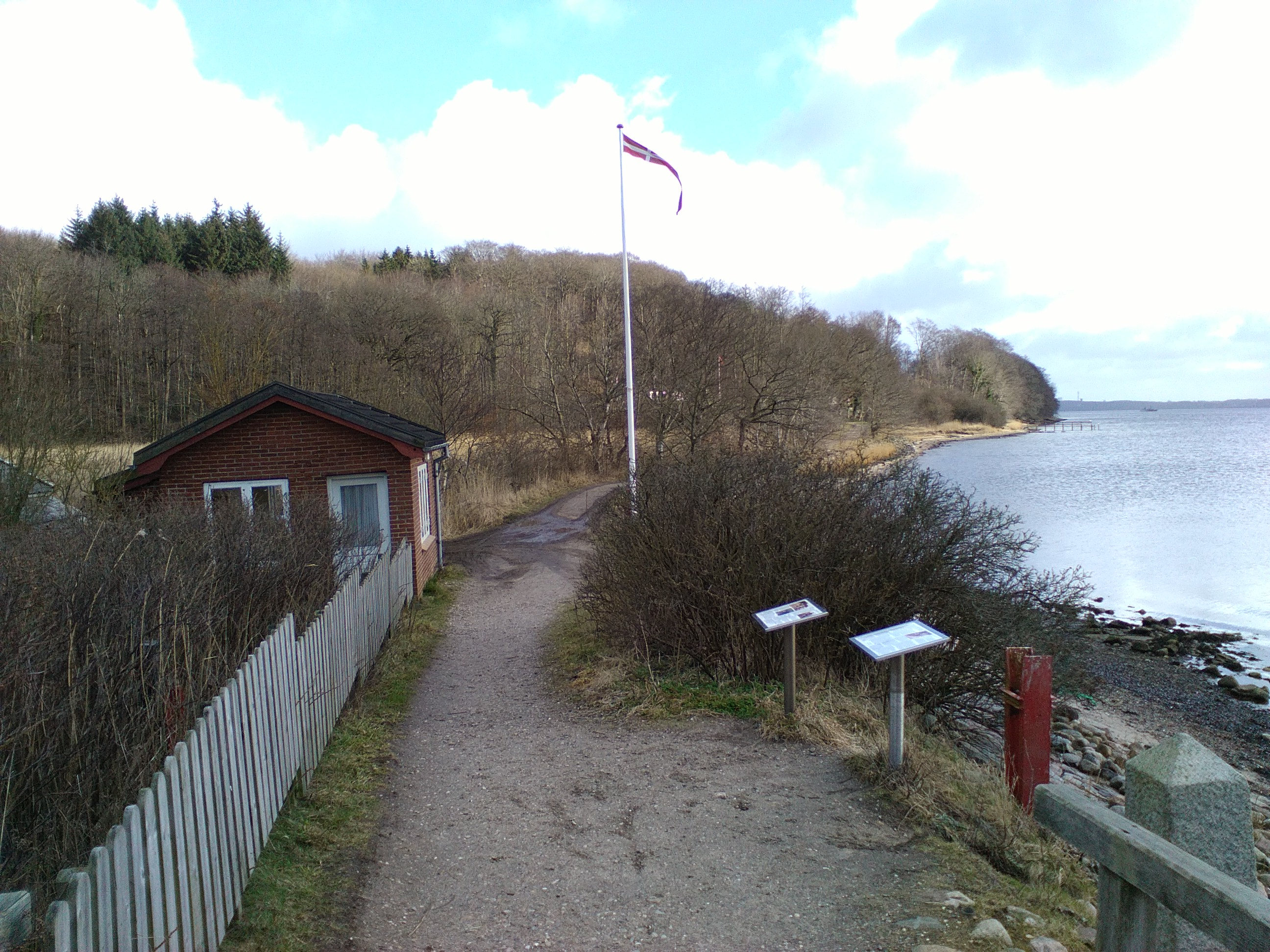
Grenzübergang Schusterkate, der in den Kollunder Wald führt

Durch den Kollunder Wald verläuft der Gendarmstien (deutsch der Gendarmenpfad), heute ein Wanderweg zwischen Padborg und Höruper Haff im Süden der Insel Alsen. Seit der Vereinigung Nordschleswigs mit Dänemark im Jahr 1920 diente der Gendarmstien den dänischen Grenzgendarmen für Patrouillengänge. 1958 ging diese Aufgabe an die Polizei über.
Inmitten des Waldes entspringt die Abrahamquelle.
Eine weitere Besonderheit ist der Grenzübergang Schusterkate. Über eine kleine Brücke gelangt man von der Siedlung Wassersleben auf dänisches Territorium und direkt auf den Gendarmstien, der in den Kollunder Wald führt.
Anfang 2019 begann Dänemark, seine Grenze zu Deutschland mit einem Wildschweinzaun gegen die Afrikanische Schweinepest zu schützen. Die Stadt Flensburg ist der Meinung, dass hier eine entsprechende Klausel im Kaufvertrag, laut der die Stadt auch nach dem Verkauf ein Vetorecht bei Bauprojekten hat, gilt. Die dänische Regierung betrachtet diese Regelung rechtlich als nicht relevant, da das vom Folketing verabschiedete Gesetz zum Bau des Zauns und die damit einhergehende Enteignung über den Rechten von Grundbesitzern und ehemaligen Besitzern stehe.